# Шаталова Євдокія Семенівна
Євдокія Семенівна Шаталова (1930, місто Одеса — ?) — українська радянська діячка, новатор виробництва, прядильниця прядильного цеху Одеської джутової фабрики Одеської області. Депутат Верховної Ради УРСР 5—6-го скликань.

## Біографія
Народилася у родині робітника. У 1946 році закінчила школу фабрично-заводського навчання у місті Одесі.
З 1946 року — прядильниця прядильного цеху Одеської джутової фабрики Одеської області. Ударниця комуністичної праці. Першою на фабриці перейшла на одноразове обслуговування двох прядильних машин.

## Нагороди
- орден Леніна (7.03.1960)
- медалі